# لاسلو سابو (کشتی‌گیر)
لاسلو سابو (متولد ۹۲۱ ژوئن ۱۹۹۱) کشتی‌گیر فرنگی کار تیم ملی مجارستان است. وی برنده مدال برنز قهرمانی جهان ۲۰۱۶ بوداپست در وزن ۸۰ کیلوگرم شده‌است.